# Пархомук Віталій Васильович
Віталій Васильович Пархомук (нар. 5 червня 1984, с-ще Заболоття, Україна — пом. 8 березня 2022, район селища Макарів, Київська область, Україна) — старший солдат Збройних Сил України, учасник російсько-української війни, Герой України (посмертно).

## Життєпис
Народився 5 червня 1984 року у селищі Заболоття Волинської області. Служив танкістом у 14-тій окремій механізованій бригаді. Під час вторгнення Росії в Україну героїчно виконував свій обов'язок на північних рубежах України у бою проти переважаючих сил росіян.

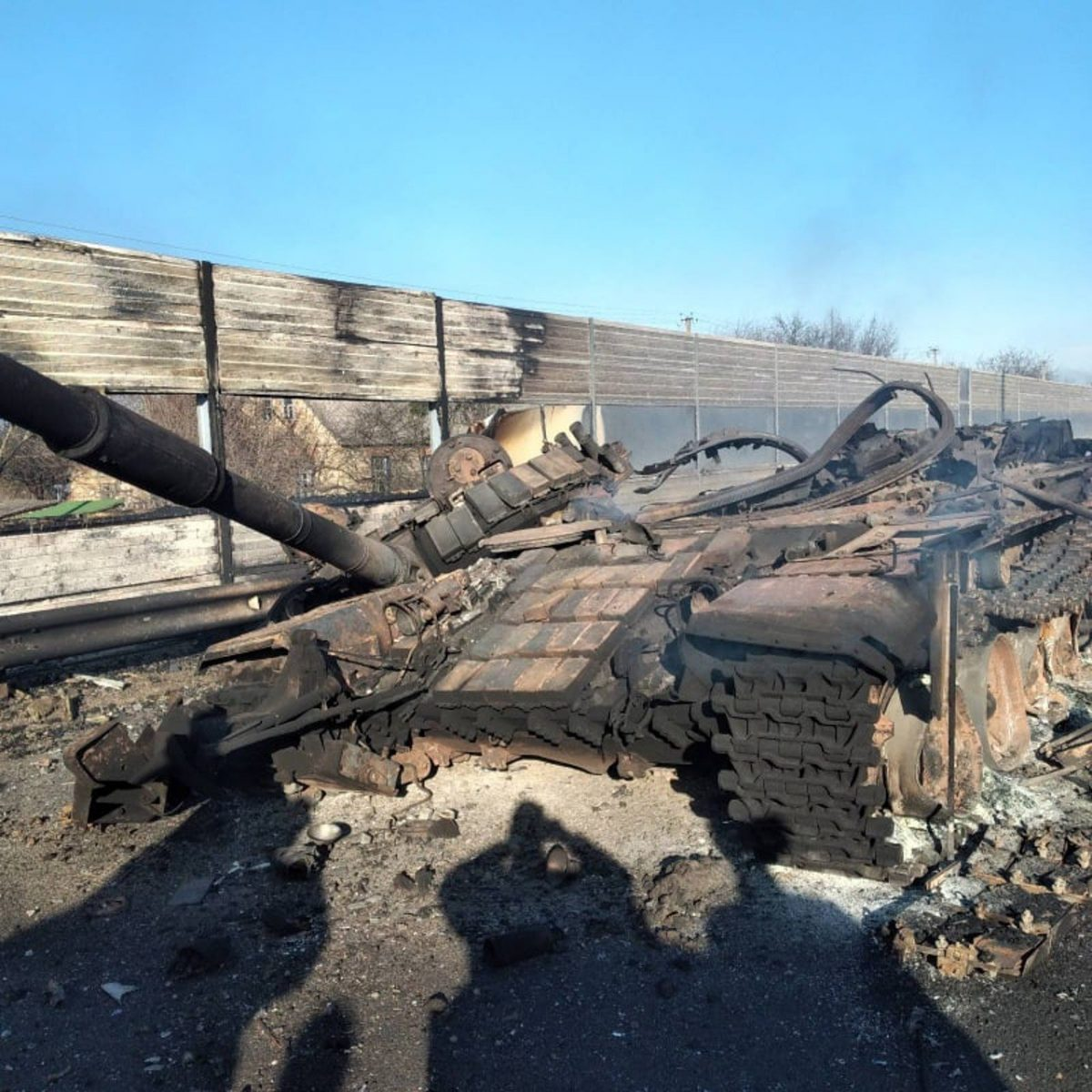
Згорілий російський танк Т-72 підбитий танкістами 14-тої окремої механізованої бригади імені князя Романа Великого у бою за визволення від російських окупантів селища Макарів Київської області

8 березня 2022 року три танкові екіпажі 14-ї окремої механізованої бригади брали участь у бою за визволення від російських окупантів селища Макарів Київської області. З першого пострілу танкістам під командуванням Сергія Васіча вдалося підбити головну машину, інші два танки підтримали вогнем. Одна за одною ворожі машини спалахували від влучних пострілів. Піхота почала розбігатися, згодом вони виявили позицію наших танкістів, викликали артилерію. Маневруючи, наші танкісти нищили ворога. Танк старшого сержанта Васіча зайшов противнику у фланг і почав вести вогонь осколково-фугасними снарядами, викурюючи піхоту. Разом три українські танкові екіпажі у бою знищили шість одиниць ворожої техніки та значну кількість живої сили ворога. Так, ворога було відкинуто і зрештою під час контрнаступу українські війська визволили від окупантів важливий населений пункт Київщини — селище міського типу Макарів. Однак, ворожа протитанкова керована ракета влучила в український танк Т-64БВ: здетонував боєкомплект та зірвало башту. Екіпаж у складі командира старшого сержанта Сергій Васіча, солдата Олега Свинчука та старшого солдата Віталія Пархомука загинув у бою.
Перепохований 3 січня 2024 році в рідному селищі Заболоття.
У нього залишилися батько, сестра, дружина, і донечка.

## Нагороди
- звання «Герой України» з удостоєнням ордена «Золота Зірка» (2022, посмертно) — за особисту мужність і героїзм, виявлені у захисті державного суверенітету та територіальної цілісності України, вірність військовій присязі.